# Don’t Let Me Get Me
Don’t Let Me Get Me – drugi singel promujący drugi album studyjny amerykańskiej wokalistki pop-rockowej Pink pt. M!ssundaztood.

## Zawartość singla
Singel CD
1. „Don’t Let Me Get Me” (Radio Edit) – 3:30
2. „Get the Party Started” (Redman Remix Clean Radio Edit) – 4:03

CD Maxi
1. „Don’t Let Me Get Me” (Radio Mix) – 3:31
2. „Don’t Let Me Get Me” (John Shanks Remix) – 3:16
3. „Don’t Let Me Get Me” (Maurice’s Nu Soul Mix) – 6:03
4. „Get the Party Started/Sweet Dreams” – 4:05
5. „Don’t Let Me Get Me” (wideoklip)

australijski singel CD
1. „Don’t Let Me Get Me” (Radio Mix) – 3:32
2. „Don’t Let Me Get Me” (John Shanks Remix) – 3:12
3. „There You Go” (Live from Sydney) – 3:09
4. „Don’t Let Me Get Me” (Juicy Horn Mix) – 9:32